# Ettore Borzacchini
Ettore Borzacchini, pseudonimo di Giorgio Marchetti (Lucca, 12 dicembre 1943 – Viareggio, 7 settembre 2014), è stato uno scrittore e satirista italiano.

## Biografia
Nato da genitori livornesi, dopo gli studi universitari di architettura operò nel settore dell'urbanistica, dell'ambiente e dei beni culturali.
Membro del Consiglio Nazionale Architetti, fu Presidente della sezione italiana dell'Unione internazionale degli architetti e realizzò la rete telematica degli Architetti italiani “Archiworld Network”.
Come scrittore collaborò nel corso degli anni con varie riviste di satira e giornali, tra cui il Vernacoliere (periodico satirico livornese di diffusione nazionale), il quotidiano Il Tirreno, Il Giornale e Focus. Ha vinto il premio satira Forte dei Marmi in gruppo con la redazione il Vernacoliere nel 1995, e in forma individuale con il volume Il Borzacchini Universale nel 1996, e un riconoscimento dell'Amministrazione Provinciale di Lucca "Premio alla Carriera per la Satira - Pantera d'oro – Personaggio dell'anno nel 2003".
L'AIIS (Associazione Internazionale di Studi di Italianistica) nella sua conferenza annuale del 2005 presso l'Università della Carolina del Nord gli ha dedicato una sessione del seminario “Anxiety of form in contemporary italian fiction” tenuta da Roberto De Lucca, Bennington College, ai docenti di Italianistica delle Università americane, dal titolo: “Il Borzacchini Universale, o Il Dizionario Macaronico di Giorgio Marchetti”.
I dizionari del Borzacchini sono nel repertorio dei testi lessicografici di riferimento dell'Accademia della Crusca.
Morì improvvisamente nel 2014 all'età di 70 anni.

## Libri (selezione)

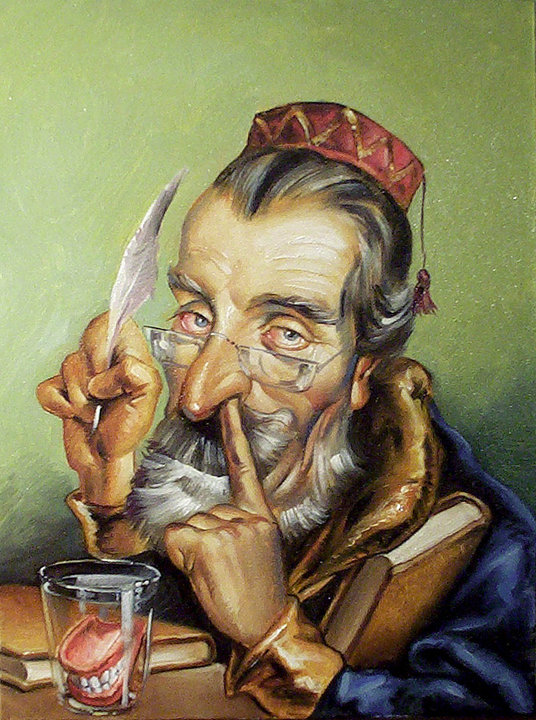
Ettore Borzacchini, caricatura di Federico Maria Sardelli

- Il Bulanchio, Punto Gamma, Lucca 1978
- Il Grande Milvio , Lim Akademos 1988 - rieditato nel 2013 da Maria Pacini Fazzi - Lucca
- Il Quaderno di Pierin Lucchese - Maria Pacini Fazzi - Lucca
- Il diario di Pierin Lucchese - Maria Pacini Fazzi - Lucca
- Le vacanze del Borzacchini, Lim Akademos 1990
- La metamorfosi del bignè, Lim Akademos 1992
- Della merda nel canto XVIII de l'Inferno - Parthenai
- Elogio incondizionato della merda - Parthenai
- Il Borzacchini Universale, Ponte alle Grazie 1995
- Il Nuovissimo Galateo, Ponte alle Grazie 1996
- Utilissime aggiunte al Borzacchini Universale, Ponte alle Grazie 1998
- La ricerca del Pierin perduto, Maria Pacini Fazzi 1999
- Il terzo Borzacchini Universale – Ponte alle Grazie 2003
- Il Galateo del Borzacchini – Ponte alle Grazie 2004
- La villeggiatura del Borzacchini - Ponte alle Grazie 2005
- Il quarto Borzacchini Universale – Ponte alle Grazie 2006
- Le automobili del Borzacchini – Ponte alle Grazie 2008
- tre volumi strenna per gli anni 2004 – 2005 e 2006: “Un'altra Lucca”, “Terre di Lucca” e “Alla marina” (su commissione della Banca del Monte di Lucca, edit. Maria Pacini Fazzi di Lucca).
- Il caffè del Borzacchini. Storie da bar - Salomone Belforte 2011
- Quaderno di Ettore Borzacchini, Ediz. fuori commercio in 300 esemplari numerati - Maria Pacini Fazzi 2013